# Шомон (округ)
Округ Шомон (фр. Arrondissement de Chaumont) — округ у Франції, в департаменті Верхня Марна. 2023 року округ об'єднував 158 муніципалітетів, населення становило 62 253 особи.
Адміністративний центр (супрефектура) — Шомон.

## Муніципалітети
Список муніципалітетів округу та їхні коди INSEE:
1. Ажевіль
2. Айянвіль
3. Акур
4. Андело-Бланшвіль
5. Анневіль-ла-Прері
6. Арк-ан-Барруа
7. Арревіль-ле-Шантер
8. Бассонкур
9. Б'єль
10. Блезі
11. Блессонвіль
12. Болонь
13. Бреванн-ан-Бассіньї
14. Бренвіль-сюр-Мез
15. Бретене
16. Брикон
17. Бріокур
18. Бро-ле-Шатель
19. Бур-Сент-Марі
20. Бурдон-сюр-Роньон
21. Бурмонт-антр-Мез-е-Музон
22. Бюксьєр-ле-Клемон
23. Бюксьєр-ле-Вільє
24. Бюньєр
25. Бюссон
26. Везень-су-Лафош
27. Везень-сюр-Марн
28. Верб'єль
29. В'євіль
30. Віллар-ан-Азуа
31. Вільє-ле-Сек
32. Вільє-сюр-Сюїз
33. Вінь-ла-Кот
34. Віньорі
35. Вітрі-ле-Ножан
36. Водрекур
37. Водремон
38. Вренкур
39. Вронкур-ла-Кот
40. Вуекур
41. Гіндрекур-сюр-Блез
42. Граффіньї-Шемен
43. Дайкур
44. Дансевуар
45. Дарманн
46. Даянкур
47. Дентевіль
48. Донкур-сюр-Мез
49. Езанвіль
50. Еко-ла-Комб
51. Ембервіль
52. Енуво
53. Еффіньє
54. Жерменвільє
55. Жіє-сюр-Ожон
56. Жіянкур
57. Жоншері
58. Жузеннекур
59. Іллу
60. Іс-ан-Бассіньї
61. Клемон
62. Кленшам
63. Коломбе-ле-Дез-Егліз
64. Конд
65. Консіньї
66. Купре
67. Кур-л'Евек
68. Кюв
69. Кюрмон
70. Ла-Женевруа
71. Лавіль-о-Буа
72. Лавільнев-о-Руа
73. Ламансін
74. Ланк-сюр-Роньон
75. Ланті-сюр-Об
76. Латресе-Ормуа-сюр-Об
77. Лаферте-сюр-Об
78. Лафош
79. Лашапель-ан-Блезі
80. Левекур
81. Лервіль
82. Леффон
83. Ліффоль-ле-Петі
84. Лоншам
85. Лув'єр
86. Люзі-сюр-Марн
87. Маленкур-сюр-Мез
88. Мандр-ла-Кот
89. Мануа
90. Маранвіль
91. Марбевіль
92. Марей
93. Марне-сюр-Марн
94. Мезонсель
95. Меннуво
96. Мер
97. Мерре
98. Мільєр
99. Мірбель
100. Монтері
101. Монто-сюр-Роньон
102. Морйонвільє
103. Неї-сюр-Сюїз
104. Ненвіль
105. Ножан
106. Нуає
107. Обеп'єрр-сюр-Об
108. Одлонкур
109. Озьєр
110. Орж
111. Оркево
112. Ормуа-ле-Сексфонтен
113. Отревіль-сюр-ла-Ренн
114. Перрюсс
115. Пон-ла-Віль
116. Пре-су-Лафош
117. Пуенсон-ле-Ножан
118. Пуланжі
119. Ранжкур
120. Рейнель
121. Реннпон
122. Ризокур-Бюше
123. Римокур
124. Ришбур
125. Ріокур
126. Ромен-сюр-Мез
127. Рошфор-сюр-ла-Кот
128. Сарсе
129. Сексфонтен
130. Семії
131. Семутьє-Монсаон
132. Сен-Блен
133. Сен-Тьєбо
134. Сільварувр
135. Сіньєвіль
136. Сіре-ле-Марей
137. Сірфонтен-ан-Азуа
138. Соммрекур
139. Сонкур-сюр-Марн
140. Сулокур-сюр-Музон
141. Тіве
142. Толь-ле-Мільєр
143. Тре
144. Уденкур
145. Утремекур
146. Форсе
147. Фронкль
148. Фулен
149. Шальврен
150. Шамаранд-Шуань
151. Шамбронкур
152. Шампіньєль-ан-Бассіньї
153. Шантрен
154. Шатовіллен
155. Шомон
156. Шомон-ла-Віль
157. Шуазель
158. Юієкур